# Laura Karasek
Laura Karasek (Amburgo, 29 aprile 1982) è un avvocato, conduttrice radiofonica, scrittrice e editorialista tedesca.

## Biografia
Karasek è la figlia di Armgard Seegers e Hellmuth Karasek; suo fratello è il giornalista di ProSieben Niko Karasek. I suoi fratellastri sono il regista teatrale Daniel Karasek e lo scrittore e giornalista Manuel Karasek.
Laura Karasek ha studiato giurisprudenza a Berlino, Parigi e Francoforte sul Meno e si è laureata con due esami distinti. Vive a Francoforte sul Meno e ha lavorato dal 2011 al luglio 2018 come avvocato nello studio legale aziendale Clifford Chance.

## Vita privata
Si è sposata nel 2013 con Dominic Briggs. La coppia ha avuto due gemelli nell'estate 2015.

## Pubblicazioni
Karasek ha fatto il suo debutto come scrittrice nel 2012 con il romanzo rosa Verspielte Jahre. Dal 2017 al 2018 ha condotto la sua trasmissione radiofonica su Antenne Frankfurt la domenica. Scrive anche per Bild, Focus e Gala.
Da gennaio 2017 a febbraio 2019 Karasek ha scritto una rubrica per stern.de. Nel maggio 2017 ha scritto per Zaster vom Zukunftsfonds, il portale finanziario dell'ex redattore capo di Bild Kai Diekmann. Nelle sue stesse parole, tratta i suoi soggetti "da un punto di vista femminista".

### Romanzi
- Verspielte Jahre. Bastei Lübbe Quadriga, Köln 2012, ISBN 978-3-86995-038-9.
- Ja, die sind echt: Geschichten über Frauen und Männer. Eichborn, Köln 2019, ISBN 978-3-8479-0657-5.
- Drei Wünsche. Eichborn, Köln 2019, ISBN 978-3847906599.

## Televisione
Karasek è stata tra l'altro più volte ospite di Markus Lanz, alla Kölner Treff e nel ZDF-Fernsehgarten. Nel 2015 è stata ospite dello spettacolo NDR Die Geschichte eines Abends. Il 4 luglio 2019, il suo talk show Zart am Limit è stato presentato in anteprima su ZDFneo Inoltre, ha gareggiato al VOX show Grill den Henssler nel settembre 2019. Nel novembre 2019, faceva parte del team di valutazione di Genial Beside - Das Quiz. Ha anche preso parte alla XXL edizione dello spettacolo Gefragt - Gejagt, che è stato trasmesso nel luglio 2020. Karasek ha partecipato allo spettacolo ProSieben Wer sieht das denn?! Il 18 settembre 2020 è stata ospite del programma MDR Riverboat. Inoltre, alla fine del 2020 è apparsa negli spettacoli in onda su Sat.1 Genial oder Beseben?.